# Aeroportul Khabarovsk Novy
Aeroportul Khabarovsk Novy (IATA: KHV, ICAO: UHHH) este un aeroport din Habarovsk, Khabarovsk Urban Okrug⁠(d), Ținutul Habarovsk, Rusia ce deservește zona Habarovsk. Aeroportul a fost tranzitat în 2021 de 1.780.605 pasageri. A fost deschis în 1953 și numit după Gennady Nevelskoy⁠(d).
Situat la o altitudine de 74 m, aeroportul dispune de 2 piste. Este operat de Ținutul Habarovsk.

## Infrastructură

### Piste
Aeroportul dispune de 2 piste. Pista 05R/23L are suprafața de asfalt și dimensiunile 4.000 m × 60 m. Pista 05L/23R are suprafața de asfalt și dimensiunile 3.500 m × 45 m. 